# Kanton Cholet-3
Kanton Cholet-3 (fr. Canton de Cholet-3) je francouzský kanton v departementu Maine-et-Loire v regionu Pays de la Loire. Tvoří ho tři obce.

## Obce kantonu
- Cholet (část)
- Saint-Christophe-du-Bois
- La Tessoualle